# 移動食品販賣

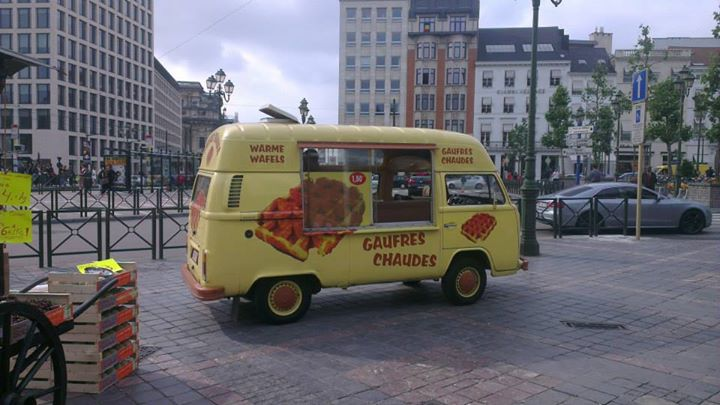
在比利時布魯塞爾販賣窩夫的貨車。

移動食品販賣（mobile catering, mobile kitchen cart, mobile diner）是指透過交通工具來銷售食品的販售形式。是許多國家城市文化的一項特色。移動食品販賣的車輛可以使用腳踏車、機車、卡車、貨車、手推車等。商販可能會將車輛停駐於人潮往來之處，或是沿途叫賣以擴大營業範圍。

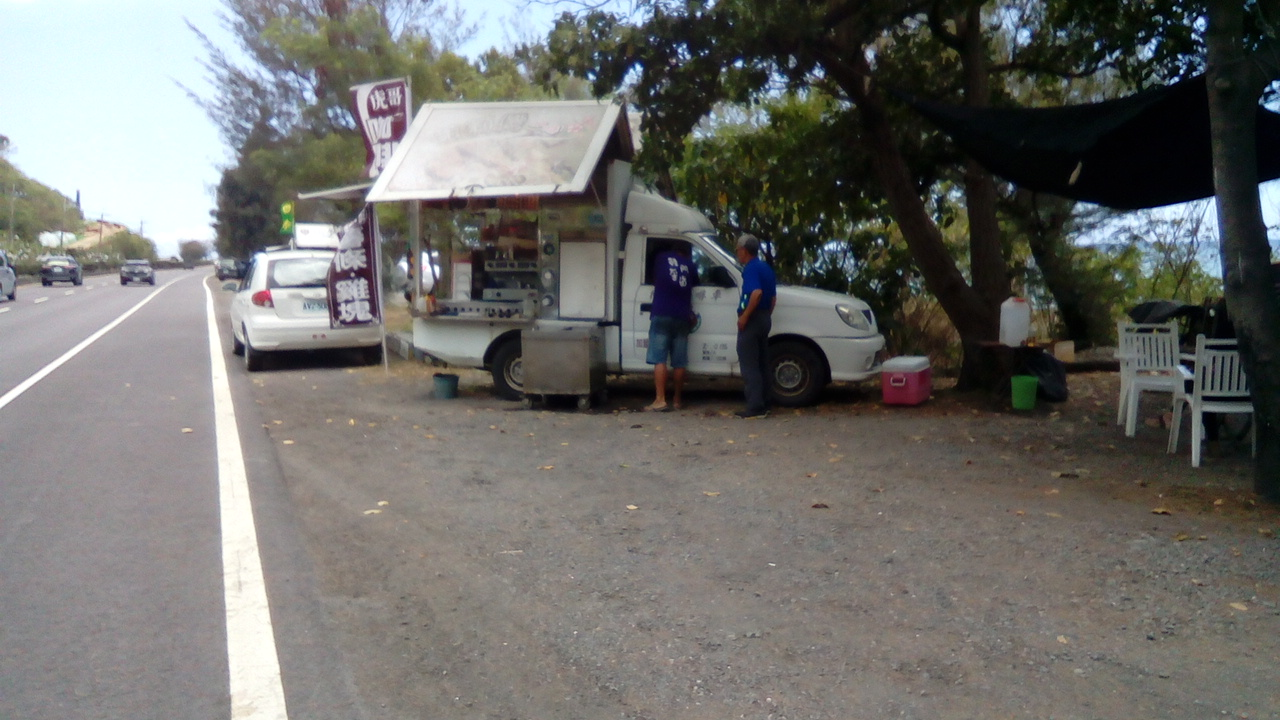
枋山鄉屏鵝公路(台一線)旁，可觀賞海景的咖啡車

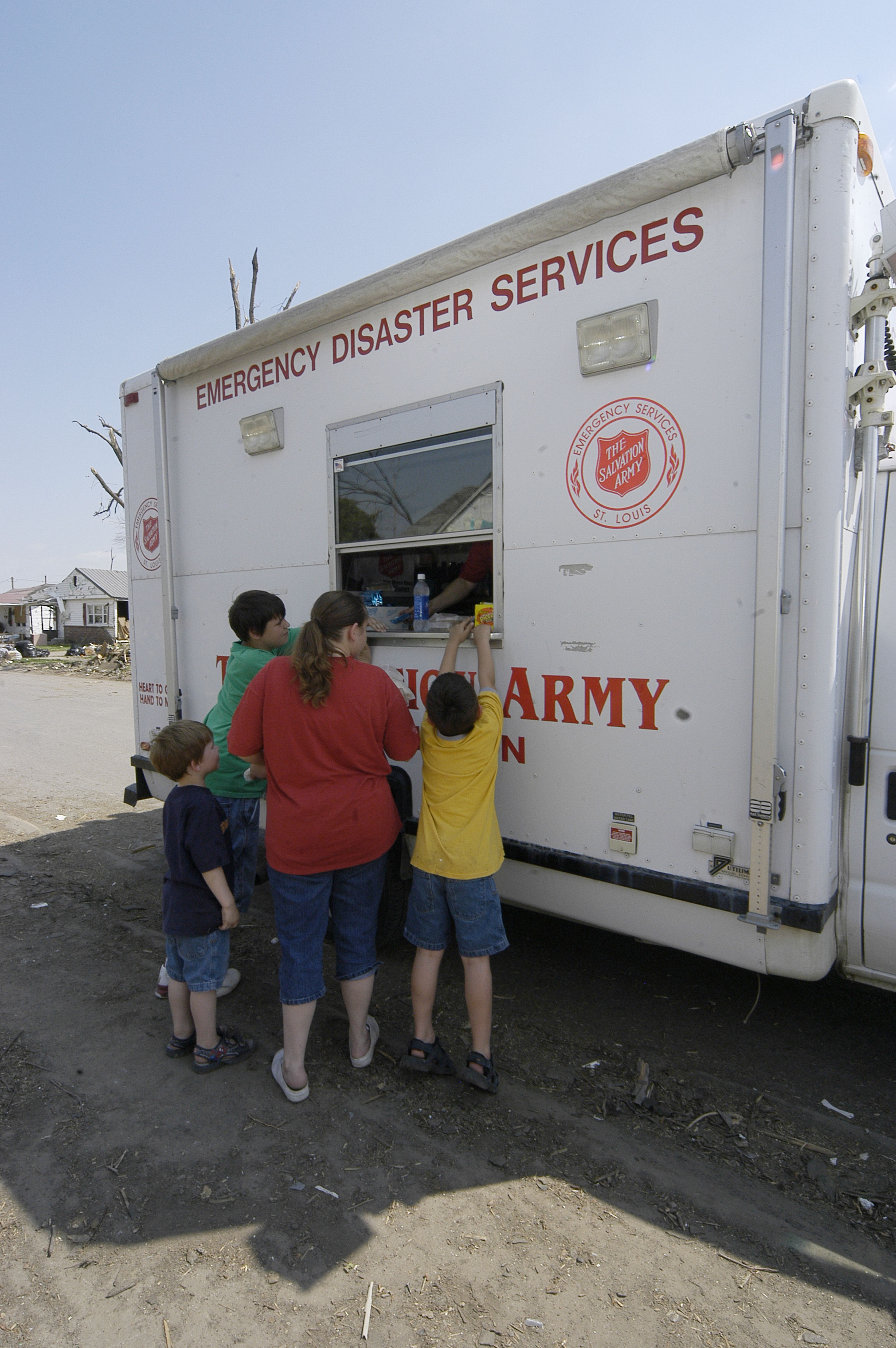
2006年4月，密蘇里州的人們從救世軍的救災卡車上接收食物和物資。

除了做為營業，移動食品販賣也可以在發生天災人禍時，移動至災區以提供食物或必需物資。

### 餐車形態
一般食品販賣車是無機動的拖車，可以通過汽車、自行車或人力、獸力以拖拉到銷售點，大多是在街頭人行道或公園等人多的地方。手推車通常具有車載加熱和製冷系統，以進行食物加工以提供人們食用。
餐飲卡車或移動廚房是一種改裝貨車，車內帶有燒烤架、油炸鍋或其他烹飪設備。供應商可以提前訂購食物及備品，因此在菜單上可提供更大的靈活性。供應商往往將貨車停在一個合宜的地方，以擴大餐飲服務的業績。包括美國西海岸的炸玉米餅卡車就是此類型。
有些特許的大型拖車具有移動廚房等餐飲服務設備，但拖車本身不能自行移動。因此，這類型的餐車適用於持續一段時日的活動，例如遊樂場。

### 餐車王國-美國
美國的移動食品販賣餐車在城市中相當普及，移動餐飲推車服務經常供應的食物形態包括：
熱狗和香腸。推車帶有烤架或鍋爐，以烹飪、加熱熱狗。
墨西哥捲餅和其他可以拿在手裡的墨西哥風味食物。這類推車被稱為 “taco truck” 或“lonchera”
清真食品，如羊肉或雞肉配米飯，或希臘旋轉烤肉。
冰淇淋和其他冷凍食品。
咖啡、椒鹽脆餅、甜甜圈、雞蛋三明治，例如培根、雞蛋和奶酪，以及其他早餐食品
麵包或法式長棍麵包夾烤肉片，佐以蘋果醬或鼠尾草和洋蔥餡。
流行的燒烤食品包括漢堡、香腸和雞肉。
也有許多街頭食品是以卡車形式販賣，能夠機動提供比較多的食品，以進入更多潛在的市場。此類型的卡車販賣，車上多裝載大量的預製食品。例如，冰淇淋車是美國街頭普遍的食品販賣。
美國的街頭餐車不止是賣漢堡、熱狗、胡椒鹽脆餅，連餃子、烤肉、墨西哥捲餅、摩洛哥肉丸等各式國際料理都可以在餐車吃得到。在2015年米蘭世界博覽會以「潤養大地，澤給蒼生」(Feeding the Planet, energy for Life)為題，美國館直接將行動餐車駛入展示，表現現代工商社會的飲食的模式機動與樣式多元。

### 餐車的多用途
除了作為私營企業運營外，移動食品販賣車還用於在自然災害後為基礎設施受損地區的人們提供食物。救世軍非營利組織就持有以此目的的移動廚房。
現代移動食品販賣車有更寬廣的用途，為廣告商提供一種行銷利基，可針對工作人群和一般民眾開發特定商品的市場。憑藉多種商品的展示業務，午餐卡車廣告可擴大經營行銷，包括 Outdoor Ad Systems, LLC 和 Roaming Hunger 都是成功的典範。
移動食品販賣在紐約市很受歡迎，但由於競爭激烈，有時移動餐車可能無利可圖。